# Robert Schultzberg
Robert Schultzberg foi o primeiro baterista da banda rock Placebo.
Saiu da banda após alguns tempos, devido a atritos com o vocalista Brian Molko.